# Gisela Michels-Holl
Gisela Michels-Holl (geboren 27. September 1928) ist eine deutsche Juristin. Sie war von 1979 bis 1993 Richterin am Bundesarbeitsgericht.

## Beruflicher Werdegang
Am 24. Juli 1979 wurde Gisela Michels-Holl zur Richterin am Bundesarbeitsgericht ernannt. 1986 wurde sie zur Vorsitzenden Richterin befördert.
1990 wurde sie zur Vizepräsidentin ernannt. Ihr Amt übte sie bis zum 30. September 1993 aus.

## Entscheidungen
1987 setzte sich der 8. Senat des Bundesarbeitsgerichts, dem Michels-Holl angehörte, über ein vorausgehendes Grundsatzurteil zur Haftung bei Schäden im Betrieb hinweg. Arbeiter und Angestellte müssten anders als Beamte grundsätzlich auch dann haften, wenn sie fahrlässig einen Schaden im Betrieb herbeigeführt hätten. Das Gericht urteilte, die Kosten für die Schadensbegleichung seien grundsätzlich zwischen Arbeitgeber und Arbeitnehmer quotenmäßig zu verteilen, was Anlass zu Kritik gab.
1992 wirkte Gisela Michels-Holl an einer Entscheidung zur Rechtmäßigkeit der Entlassung von früheren hauptamtlichen Stasi-Mitarbeitern aus dem Öffentlichen Dienst. Vier als Fernmeldehandwerker in Potsdam beschäftigte ehemalige Offiziere des Staatssicherheitsdienstes und ein als Wachmann bei der Stiftung Preußischer Kulturbesitz in Berlin angestellter ehemaliger Stasi-Abteilungsleiter hatten gegen ihre Entlassung geklagt. Die Entlassungen wurden für rechtmäßig erklärt, da die frühere Funktion der Kläger auch einer Beschäftigung als Wachmänner und Fernmeldehandwerker im Öffentlichen Dienst entgegenstehe. Unter Berücksichtigung der Funktion der Betroffenen bei der Stasi und der Dauer ihrer Tätigkeit müsse allerdings in jedem Fall einzeln untersucht werden, ob dem jeweiligen Arbeitgeber eine Anstellung zuzumuten sei.

## Ämter und Mitgliedschaften
- Mitglied der CDU[2]
- Ehrenmitglied des Deutschen Arbeitsgerichtsverbands[5]

## Auszeichnungen
- Februar 1994: Großes Verdienstkreuz mit Stern

## Veröffentlichungen
- Bearbeiterin von Das Bürgerliche Gesetzbuch mit besonderer Berücksichtigung der Rechtsprechung des Reichsgerichts und des Bundesgerichtshofes / §§ 611-620: Kommentar. ISBN 9783110158892
- Das Revisionsverfahren. In: Die Arbeitsgerichtsbarkeit. Festschrift zum hundertjährigen Bestehen des deutschen Arbeitsgerichtsverbandes. Neuwied, Luchterhand Verlag 1994, ISBN 9783472012764, S. 357–372
- Das Zunftwesen im Mittelalter und seine Bedeutung für die Arbeitswelt. In: Klaus Schmidt (Hrsg.): Arbeitsrecht und Arbeitsgerichtsbarkeit. S. 681–691